# Ostrobotnie du Nord
L'Ostrobotnie du Nord (en finnois : Pohjois-Pohjanmaa, en suédois : Norra Österbotten) est une région du Nord de la Finlande. Elle résulte de la scission de 1997 d'avec le Kainuu. La région est bordée au nord par la région et province de Laponie, à l'est par la Russie et le Kainuu, au sud par la Savonie du Nord, la Finlande centrale et l'Ostrobotnie centrale.
La région a une superficie de 39 182,10 km2 et en 2019, sa population comptait 412 238 habitants. C'est la deuxième plus vaste région derrière la Laponie et la quatrième la plus peuplée.

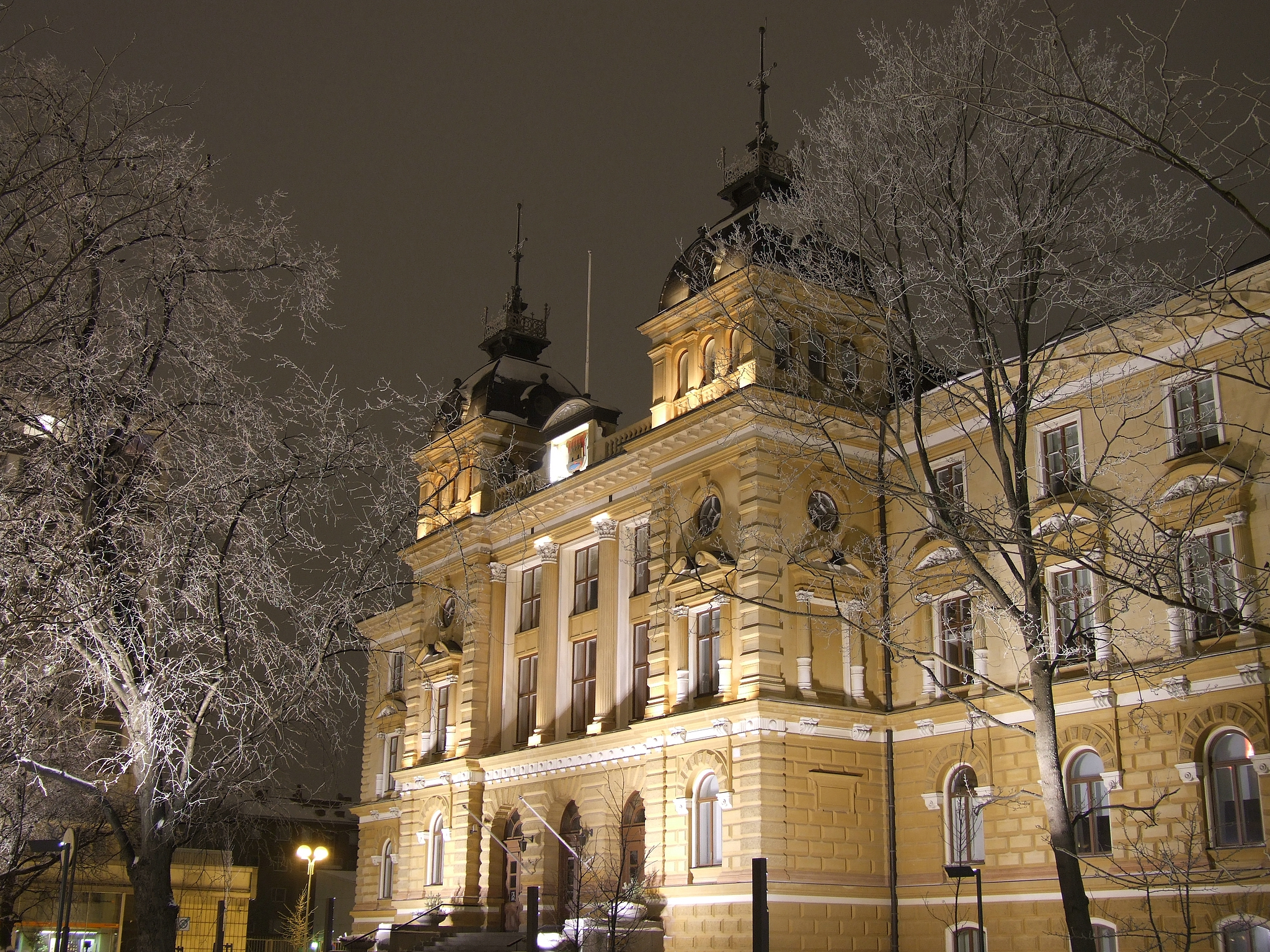
L'hôtel de ville d'Oulu à Oulu, en Finlande, dans la soirée. L'hôtel de ville a été conçu par l'architecte suédois J.E. Stenberg en 1885.

## Géographie
L'Ostrobotnie du Nord est une des régions les plus variées de Finlande. Si l'Ouest est plat, agricole et relativement peuplé, l'Est (notamment la zone autour de Kuusamo – le Koillismaa ou pays du Nord-Est) est vallonné (partie centrale des monts Carélides, notamment monts Ruka et Iso-Syöte), boisé, et la densité de population est souvent inférieure à 3 hab./km2. Les communes du Nord de la région font partie de la zone d'élevage extensif du renne.

## Histoire
Elle se confond largement avec l'histoire de sa ville principale, Oulu. Les Suédois colonisent la région au début du XVIIe siècle, étendant ainsi l'Ostrobotnie et repoussant les Lapons vers le nord. La province est scindée en deux en 1775 avec la création dans sa partie Nord du Oulun lääni, ancêtre de la province d'Oulu. La Laponie est administrée depuis Oulu jusqu'en 1936.
La ville industrielle d'Oulu connaît aujourd'hui une forte croissance grâce au développement d'entreprises liées aux nouvelles technologies, et les gains de population de son agglomération compensent pour la région les pertes liées à l'exode rural.

## Communes
Au 1er janvier 2013, la région compte 29 communes dont onze ont le statut de ville.
- Sous-région de Koillismaa
  - Kuusamo (ville)
  - Taivalkoski
- Sous-région de Nivala–Haapajärvi
  - Haapajärvi (ville)
  - Kärsämäki
  - Nivala (ville)
  - Pyhäjärvi (ville)
  - Reisjärvi
- Sous-région de Oulu
  - Hailuoto
  - Kempele
  - Liminka
  - Lumijoki
  - Muhos
  - Oulu (ville)
  - Tyrnävä
- Sous-région d'Oulunkaari
  - Ii
  - Pudasjärvi (ville)
  - Utajärvi
  - Vaala
- Sous-région de Raahe
  - Pyhäjoki
  - Raahe (ville)
  - Siikajoki
- Sous-région de Haapavesi-Siikalatva 
  - Haapavesi (ville)
  - Pyhäntä
  - Siikalatva
- Sous-région de Ylivieska
  - Alavieska
  - Kalajoki (ville)
  - Merijärvi
  - Oulainen (ville)
  - Sievi
  - Ylivieska (ville)

### Anciennes municipalités
- Haukipudas (rattaché à Oulu le 1er janvier 2013)
- Kestilä (rattaché à Siikalatva le 1er janvier 2009)
- Kiiminki (rattaché à Oulu le 1er janvier 2013)
- Kuivaniemi (rattaché à Ii le 1er janvier 2007)
- Oulujoki (rattaché (en grande partie) à Oulu en 1965)
- Oulunsalo (rattaché à Oulu le 1er janvier 2013)
- Paavola (en) (rattaché à Ruukki en 1973).
- Pattijoki (rattaché à Raahe en 2003).
- Piippola (rattaché à Siikalatva le 1er janvier 2009)
- Pulkkila (rattaché à Siikalatva le 1er janvier 2009)
- Rantsila (rattaché à Siikalatva le 1er janvier 2009)
- Rautio (en) (rattaché à Kalajoki en 1973).
- Revonlahti (rattaché à Ruukki en 1973).
- Ruukki (rattaché à Siikajoki le 1er janvier 2007)
- Saloinen (rattaché à Raahe en 1973).
- Temmes (rattaché à Tyrnävä en 2001).
- Vihanti (rattaché à Raahe le 1er janvier 2013)
- Ylikiiminki (rattaché à Oulu le 1er janvier 2009)
- Yli-Ii (rattaché à Oulu le 1er janvier 2013)

### Changement de région
- Himanka a changé de région en fusionnant en 2010 avec Kalajoki.